# بروتين كروي

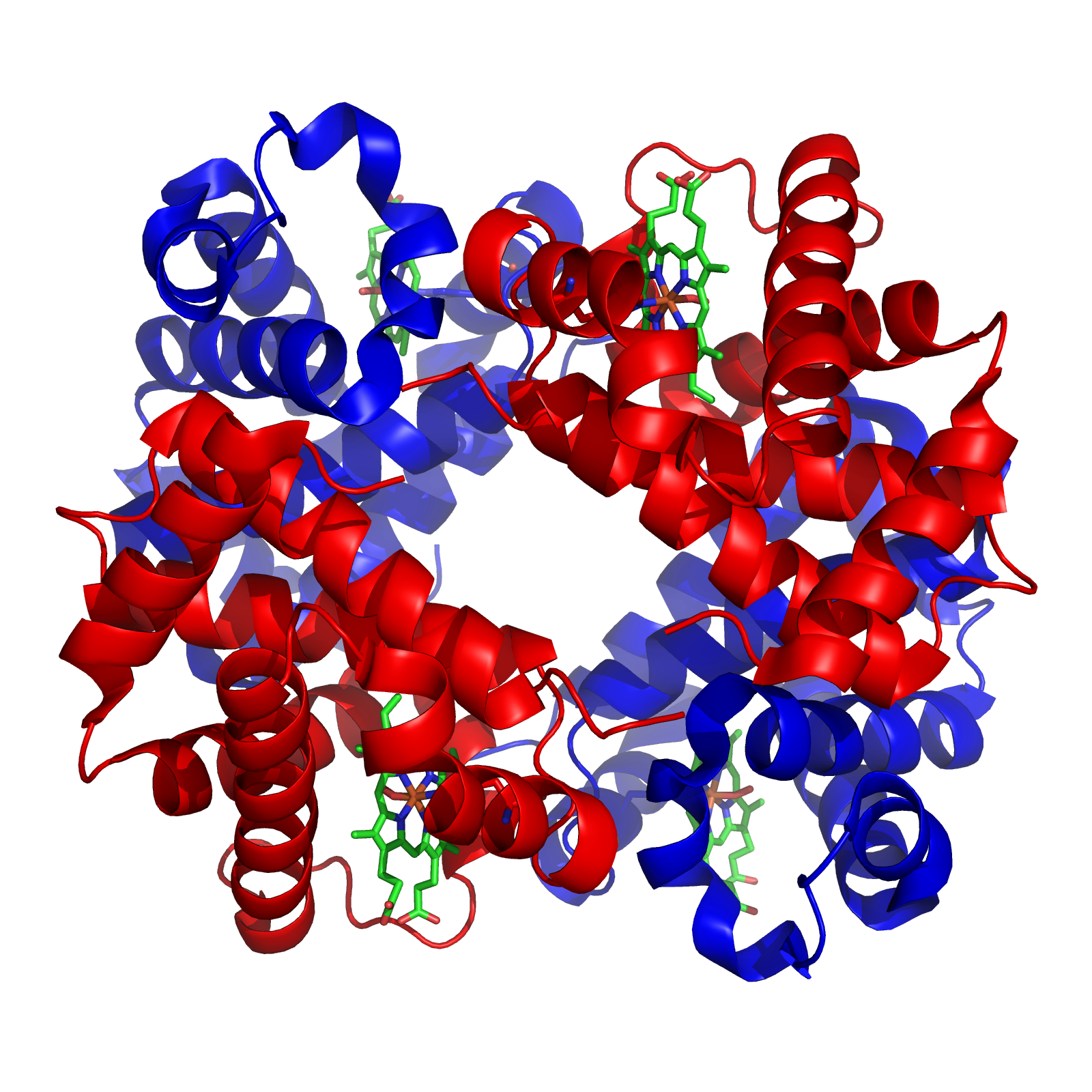
بنية ثلاثية الأبعاد للهيموغلوبين، وهو بروتين كروي.

البروتين الكروي (بالإنجليزية: Globular protein)‏ هو بروتين كروي الشكل وأحد أنواع البروتينات الشائعة ( الأنواع الأخرى هي البروتينات الليفية، الغشائية والمضطربة). البروتينات الكروية قابلة للذوبان في الماء مشكلة غرويات معه وذلك عكس البروتينات الغشائية والليفية.
هناك أقسام تطويات عديدة للبروتينات الكرويات، وذلك لتواجد أنماط هيكلية مختلفة يمكن التطوي إليها وتكون على شكل كرة. يمكن أن يشير مصطلح غلوبين بشكل أكثر تحديدا إلى البروتينات التي تملك تطوي الغلوبين.

## البنية الكروية وقابلية الذوبان
مصطلح بروتين كروي قديم ويرجع إلى القرن الـ19 وقد عفا عليه الزمن الآن نوعا ما، نظرا لمئات آلاف البروتينات المكتشفة ومصطلحات وصف الأنماط البنيوية الحديثة الأكثر ملائمة. يمكن تحديد الطبيعة الكروية لهذه البروتينات من دون الاعتماد على التقنيات الحديثة وذلك باستخدام تقنيات الطرد المركزي أو انتشار الضوء الديناميكي فقط. تنتج البنية الكروية بسبب بنية البرروتين الرابعية. ترتبط أحماض الجزيء الأمينية الكارهة للماء نحو الداخل في حين أن الأحماض الأمينية القطبية (المحبة للماء) ترتبط نحو الخارج، هذا يسمح بتآثرات قطبان-قطبان مع المذيب ويفسر قابلية الجزيء للذوبان.
البروتينات الكروية مستقرة جزئيا فقط بسبب كون الطاقة الحرة الصادرة حين يتطوى البروتين إلى بنيته الطبيعية صغيرة نسبيا. وهذا لأن تطوي البروتين يتطلب ثمنا أنتروبيًا. التسلسل الأولي لسلسلة عديد ببتيد يمكنه تشكيل العديد من الهيئات البنيوية، لكن البنية الطبيعية الكروية تقيّد هيئة تشكلها إلى عدة بنى فقط، وهذا ينتج عنه انخفاض في عشوائية التشكل، رغم أن التآثرات غير التساهمية مثل التآثرات الكارهة للماء تحقق استقرار البنية.
رغم أن كيفية تطوي البروتين طبيعيا مازالت غير معروفة؛ ساعد دليل جديد في توسيع الفهم قليلا. فجزء من مسألة تطوي البروتين هو تشكُّل العديد من التآثرات غير التساهمية الضعيفة بعد التطوي، مثل الروابط الهيدروجينية وتآثرات فان دير فالس، وتتم الآن دراسة تطوي البروتين عبر عدة تقنيات، حتى في حالة البروتين المتمسخ يمكن أن يتطوى إلى البنية الصحيحة.
تتطوى البروتينات الكروية عبر آليتان من آليات تطوي بروتين: عبر نموذج انتشار-اصطدام أو نموذج تنوِّي-تكثف، رغم أن الاكتشافات الحديثة أظهرت أن بروتينات كروية مثل PTP-BL PDZ2 تتطوى بخصائص تميز كلا النموذجين. وأظهرت هذه الاكتشافات الحديثة أن الحالات الانتقالية للبروتينات يمكن أن تؤثر في طريقة تطويها، وأن ربائط مضادة للسرطان تم تطويرها حيث يمكنها الارتباط بالبروتين المتطوي ولكن غير الطبيعي. وأظهرت هذه الدراسات أن تطوي البروتينات الكروية يؤثر على وظيفتها.
حسب القانون الثاني للديناميكا الحرارية، فرق الطاقة الحرة بين هيئتي التطوي وعدم التطوي تساهم فيه تغيرات في السخانة والإنتروبيا. حيث أن فرق الطاقة الحرة في بروتين كروي نتج عن تطويه إلى هيئة تشكله الطبيعية صغير، فيكون مستقرا جزئيا، ومنه يقدم معدل دورة سريع وتنظيما فعالا في تخليق وتحلُّل البروتين.

## الدور
عكس البروتينات الليفية التي تلعب دورا بنائيا فقط، تعمل البروتينات الكروية كـ:
- إنزيمات: بتحفيز التفاعلات العضوية التي تحدث في الكائن في ظروف معتدلة بتخصص عال، مختلف المؤستِرات تحقق هذا الدور.
- رسل: بنقل رسائلٍ لتنظيم العمليات البيولوجية، هذه العملية تتم بواسطة الهرمونات مثل: الأنسولين.
- نواقل: بنقل جزيئات أخرى عبر مختلف الأغشية.
- مدخرات أحماض أمينية.
- أدوارا تنظيمية: تقوم بأدوار تنظيمية كذلك.
- بنيوية: مثل الأكتين والتولوبينتيوبيولين التي هي بروتينات كروية قابلة للذوبان كموحودات، تتمكثر لتشكل ألياف صلبة طويلة.